# The Last Rites of Ransom Pride
The Last Rites of Random Pride è un film canadese del 2010 diretto da Tiller Russell.